# Géraud de Forez
Gérald ou Girard (?- † après 1046), comte de Lyon et de Forez.
Géraud et son frère Artaud étaient jeunes à la mort de leur père et le mariage de leur mère Thiberge avec Pons de Gévaudan. 
Son mariage avec Adélaïde de Gévaudan, la sœur de Pons de Gévaudan, serait venu parachever l'alliance entre les deux familles. 
Son frère Artaud III assassina Pons (vers 1016) à la suite de la répudiation de sa mère et fut vraisemblablement victime à son tour de représailles. Géraud se retrouva alors de fait comte de Lyon et de Forez, titre qui devient dès lors héréditaire.

## Éléments biographiques

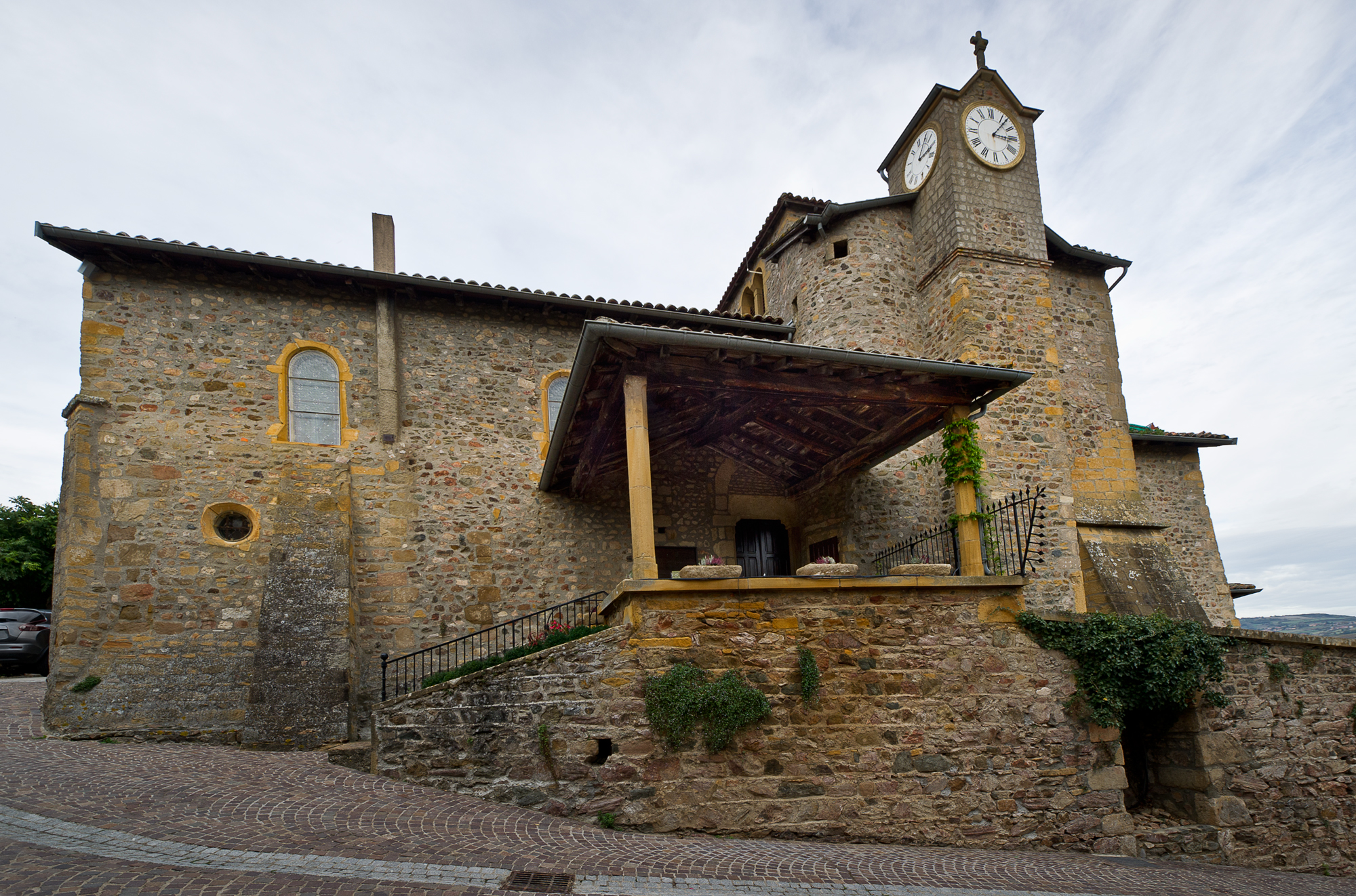
Église Saint-Jean-Baptiste de Ternand.

Il donne à Savigny ses possessions de Ternand en 1017 dans une charte où il est identifié comme « fils du comte Artaud Ier et de Théodeberge, frère d'Artaud II », décédés avant cette date.
La charte de donation de l'église Saint-Pierre d'Aurec atteste son mariage avec Adelaïde (très probablement la fille de Pons de Gévaudan) dont il eut 2 fils :
- Artaud IV de Forez[5] ;
- Geoffroy/Guillaume[6].

Certains auteurs lui reconnaissent également 3 autres enfants:
- ? Rotulpha (1015/25) qui, pour J.-M. de La Mure, aurait épousé Guigues de Lavieu[7], peut-être Guigues Ier, vicomte de Lyon. Aucune source directe ne fournit d'élément définitif à ce sujet ;
- ? Géraud (1020/1025-?)“suum filium puerulum[8]", le fils aîné qu'il aurait vainement tenté de faire élire archevêque de Lyon en 1033 ;
- ? Prèves, qui selon la légende locale reprise par La Mure aurait fondé le prieuré de Pommiers-en-Forez[9].

Il aurait tenté d'imposer l'un de ses fils comme archevêque de Lyon lors de la crise successorale qui suivit la mort de Burchard II en 1033.
Il est cité dans la donation faite par Gauzeran des églises Saint-Jean-Baptiste et Saint-Victor de Ternand à Savigny en 1046.
Vers 1049, il tient un plaid à la Celle en Forez où il règle un conflit opposant un certain Boson à l'abbaye de Cluny concernant les droits sur les terres de cette dernière à Pouilly.  
Il serait l'objet de l'enregistrement de l'obituaire de l'église de Lyon d'un "comte Gérard" décédé "III Non Mar" attribué à tort à Gérard de Roussillon.